# Oedistoma
Az Oedistoma  a madarak osztályának verébalakúak (Passeriformes) rendjébe és a bogyókapófélék (Melanocharitidae) családjába tartozó nem.

## Rendszerezésük
A nemet Tommaso Salvadori olasz zoológus és ornitológus írta le 1876-ban, az alábbi 2 faj tartozik ide:
- Oedistoma iliolophus
- törpebogyókapó (Oedistoma pygmaeum)

## Előfordulásuk
Új-Guinea szigetén, Indonézia és Pápua Új-Guinea területén honosak. Természetes élőhelyeik a szubtrópusi vagy trópusi esőerdők és száraz erdők. Állandó, nem vonuló fajok.

## Megjelenésük
Testhosszuk 7-11 centiméter körüli.

## Életmódjuk
Valószínűleg ízeltlábúakkal, nektárral és néha gyümölcsökkel táplálkoznak.